# Luis Pacheco de Narváez
Luis Pacheco de Narváez (Baeza, 1570- Madrid, 5 de diciembre de 1640) fue un noble y militar español, así como figura primordial de la escuela de esgrima española denominada Verdadera Destreza.
Los tratados de la Verdadera Destreza de Pacheco y sus seguidores serán una referencia obligada en España para cualquier tipo de arma blanca o enastada, como demuestran las numerosas publicaciones que perduran hasta el siglo xix y que se basan en las filosofía desarrollada por Luis Pacheco, siendo una de las últimas obras de relevancia la titulada Principios universales y reglas generales de la verdadera destreza, publicada por el militar español don Manuel Antonio Brea, en 1805.

## Biografía
Nacido en Baeza, cursó la carrera de las armas, llegando a ser sargento mayor en las islas Canarias, más concretamente en Fuerteventura y Lanzarote.
En 1624, se convierte en maestro mayor de esgrima o maestro mayor de Armas del reino de España de Felipe IV. Tal cargo llevaba aparejada la potestad de ser el examinador de los postulantes a ser maestros en el arte de manejar la espada, así como maestro mayor del Reino.
Es incierto el momento en el que Pacheco entra en contacto con la obra de Jerónimo Sánchez de Carranza. Sin embargo, no llegó a ser alumno suyo, como se ha especulado.
Inspirado por Carranza, escribe hasta once tratados sobre esgrima, siendo el más conocido y popular el Libro de las grandezas de la espada en que se declaran muchos secretos del que compuso el comendador Jerónimo de Carranza (año 1600). En la misma temática tiene Las Cien conclusiones o formas de saber de la verdadera destreza (1608), Al duque de Cea (1618), Modo fácil y nuevo para examinarse los maestros en la destreza de las armas (1625), Engaño y desengaño de los errores que se han querido introducir en la destreza de las armas (1635), Advertencias para la enseñanza de la filosofía y destreza de las armas así a pie como a caballo (1639), aparece como obra póstuma Nueva ciencia y filosofía de la destreza de las armas (1672).
Estaba considerado como una de las mejores espadas de Europa, y su nombre era sinónimo de buen esgrimidor.

## La ciencia de las armas
El trabajo realizado por Luis Pacheco de Narváez presenta todo un sistema conceptual y metodológico, denominado Verdadera Destreza, recogido de forma fehaciente y perfectamente explicado en los textos de la época, pero además se constituye en un auténtico camino para el desarrollo personal del esgrimidor.
El corpus terminológico y conceptual asociado a las acciones prácticas que constituyen la teoría de la esgrima, su sistema teórico mediante el que se explican todas las acciones y toda la realidad presente en un combate con espadas es lo que denominamos ciencia.
La acepción ciencia no tiene aquí el sentido por el que hoy en día es más conocida, sino el sentido que se le atribuía en la época que estudiamos: el de un cuerpo de conocimientos ordenados y dotados de una coherencia interna, en este caso aquellos que se utilizan para explicar lo que ocurre en la frase de armas.

## Enemistad con Quevedo
Se ha hablado de una enemistad manifiesta entre Pacheco y el célebre escritor Francisco de Quevedo, otro reputado esgrimista, aunque practicante de la llamada «destreza vulgar», que desaprobaba de los métodos científicos de la Verdadera Destreza. Quevedo ridiculizó a Pacheco y su arte en varios de sus escritos, siendo la obra más notoria su novela, La vida del Buscón, en la que un personaje practicante de esgrima científica se ve obligado a huir de un duelo contra un soldado experimentado. Como respuesta, Pacheco fue uno, entre muchos, de los que denunciaron a Quevedo ante la Inquisición por sus escritos irreverentes y blasfemos.
Aún más conocido es un legendario duelo entre ambos que pudo ser o bien el origen de su odio irreconciliable o el culmen de éste. Según el biógrafo de Quevedo Pablo Antonio de Tarsia, en 1608 coincidieron el poeta y el maestro de armas en la casa del presidente de Castilla. Acababa de ver la luz la obra de Pacheco Cien conclusiones sobre las armas y se charlaba acerca de su contenido. Quevedo objetó que se afirmaba en la obra que un determinado lance era imparable y sin posibilidad de respuesta, mientras que él lo consideraba cosa falsa y se ofrecía a demostrarlo. La concurrencia les invitó a que probasen con las armas en la mano quién tenía la razón, y Pacheco se mostró remiso arguyendo que la ciencia que emanaba del libro era incontestable de todo punto y que en esa reunión se estaba para hablar y no para usar la espada, pero la presión de la concurrencia hizo que los dos acabaran desenvainando. El lance terminó inmediatamente con un golpe de la espada de Quevedo en el sombrero del maestro, descubriéndole y dejándole en vergüenza ante toda la reunión. Otra versión de esta historia, en lo que con seguridad parece ser un mito tomado de otro esgrimista llamado Francisco de Añasco, añade que Quevedo estaba sentado y que había pedido permiso para batirse así a causa de su cojera.
Sin embargo, no hay pruebas documentales fidedignas que respalden esta historia, y tanto los historiadores como naturalmente los adeptos de la Verdadera Destreza niegan que jamás tuviera lugar. El propio Quevedo no recoge este duelo en ninguno de sus escritos ni testimonios existentes, algo extraño teniendo en cuenta su carácter pendenciero y la gran victoria que le habría supuesto el haber derrotado así a un enemigo. A esto se suma que la de Tarsia es la única fuente que menciona el incidente, cuando cabría esperar que la naturaleza insólita y épica del duelo le hubiera dado una enorme resonancia entre las personalidades y los círculos de armas de la época. Ni siquiera hay pruebas que demuestren que Quevedo poseía una habilidad esgrimística por encima de la media, ya que esta reputación, aunque perpetuada a través de los siglos, parece emanar principalmente de su biógrafo Tarsia. La historia en sí resulta especialmente poco convincente desde un punto de vista técnico, ya que no resulta probable que un intelectual que padecía cojera y mala visión pudiera no ya humillar a un profesional legendario de la esgrima, sino acertarle intencionalmente y al instante con un golpe complicado y que requeriría precisamente tanto de visión como de juego de pies.

## Obra
- Libro de las grandezas de la espada (1600)
- Las cien conclusiones o formas de saber de la verdadera destreza, fundada en ciencia (1608)
- Compendio de la filosofía y destreza de las armas de Jerónimo de Carranza (1612)
- Modo (fácil y nuevo) para examinarse los maestros en la destreza de las armas (1625)
- Nueva ciencia y filosofía de la destreza de las armas, su teoría y práctica (1625)
- Engaño y desengaño de los errores que se han querido introducir en la destreza de las armas (1635)
- Advertencias para la enseñanza de la filosofía y destreza de las armas así a pie como a caballo (1639)